# Bachpan Bachao Andolan
Bachpan Bachao Andolan (BBA) é uma organização não governamental, sediada na Índia, que faz campanha pelos direitos das crianças. Foi fundada em 1980 pelo ativista indiano Sr. Kailash Satyarthi, laureado com o Prêmio Nobel da Paz, juntamente com Malala Yousafzai, no ano de 2014. O foco é a erradicação do trabalho forçado, trabalho infantil e tráfico de seres humanos, além de exigir o direito à educação para todas as crianças. Até agora já resgatou mais de 85 mil crianças em condições sub-humanas de servidão, também auxiliando na reintegração, reabilitação e educação dos mesmos.

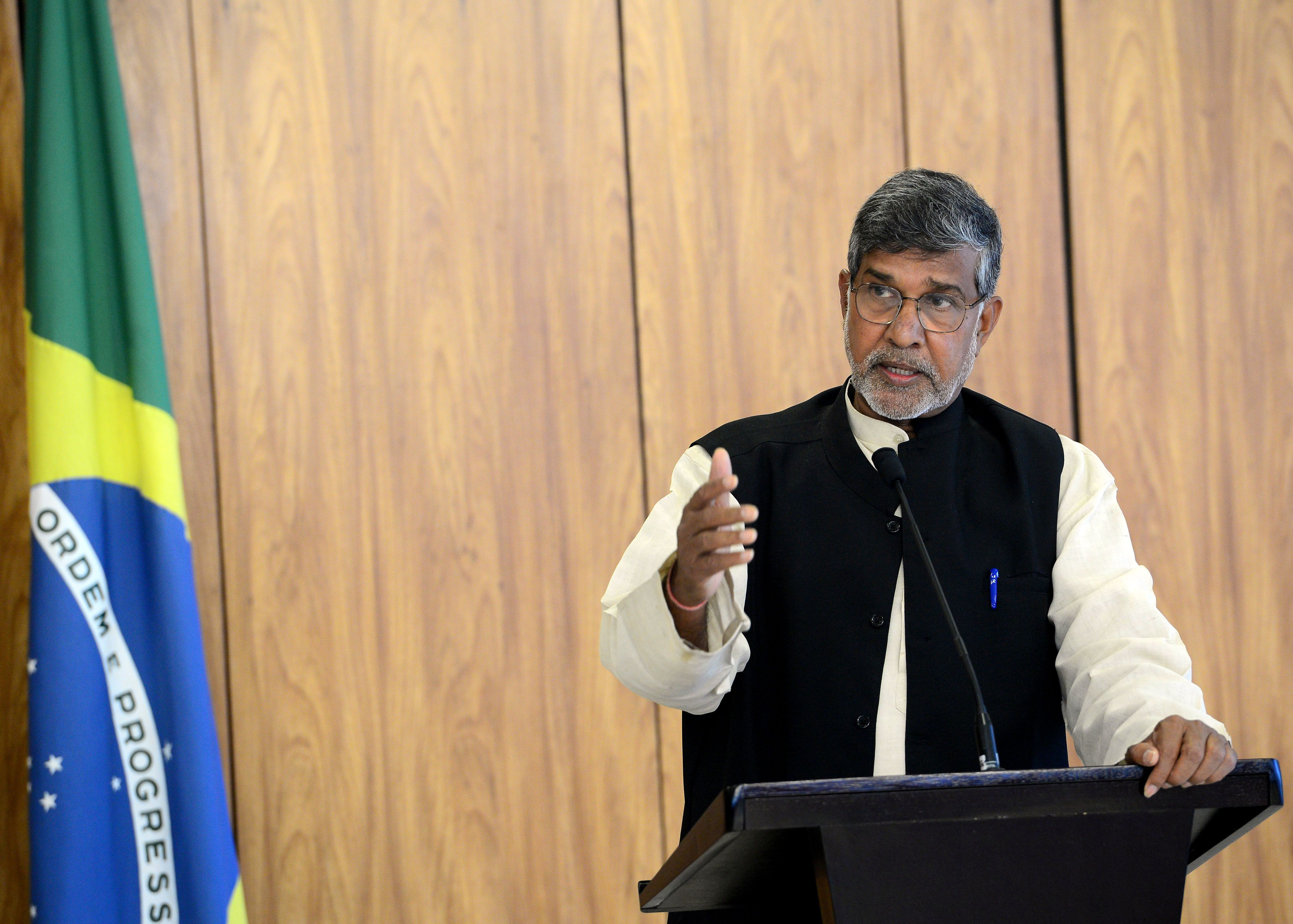
Fundador da BBA, Kailash Satyarthi, em visita ao Brasil.

## Visão[1]
Criar uma sociedade amigável e acolhedora para crianças, onde todas elas sejam livres de exploração e recebam educação gratuita e de qualidade.

## Missão[1]
Identificar, libertar, reabilitar e educar as crianças em servidão através de intervenção direta, participação infantil e comunitária, construção de coalizões, ação do consumidor, promoção de práticas comerciais éticas e mobilização em massa.

## História[2]
A Bachpan Bachao Andolan foi fundado em 1980 por Kailash Satyarthi, que desde então se tornou um ativista do trabalho anti-infantil aclamado mundialmente. Quando Satyarthi começou com um pequeno grupo de indivíduos com ideias semelhantes, a questão do trabalho infantil não foi reconhecida pela legislação indiana, no discurso público e na mídia. Naquela época, combater o trabalho infantil não era apenas uma tarefa aparentemente insuperável, também era um empreendimento extremamente perigoso. Embora a erradicação do trabalho infantil continua sendo um dos maiores desafios para a Índia, a BBA conseguiu mudar o destino de milhares de crianças resgatadas da exploração, no cumprimento de leis importantes de combate ao trabalho infantil e na conscientização do público.
Os primeiros esforços foram direcionados principalmente a crianças exploradas em olarias, pedreiras e indústria de tapetes, no entanto, hoje, as operações de resgate da BBA ocorrem em muitas outras indústrias.
Um marco dessa história foi a abertura do Mukti Ahsram em 1990, o primeiro centro de reabilitação transitório para trabalhadores infantis recém resgatados. A casa de curta permanência, situada nos arredores de Delhi, oferece à criança resgatada um primeiro refúgio para restaurar a confiança em seu ambiente natural e se reconectar aos familiares. Em 1997, a BBA inaugurou o Bal Ashram no Rajastão, que fornece uma solução a longo prazo para ex-trabalhadores infantis.
Em 1993, a BBA iniciou a primeira campanha em forma de marcha contra o trabalho infantil. A viagem de 2.000 km de Bihar-Delhi aumentou a conscientização sobre a questão do trabalho infantil na indústria do tapete. Outras marchas seguiram, com a histórica Marcha Global Contra o Trabalho Infantil, em 1998, sendo a mais impressionante até à data. A marcha física de 80.000 km de comprimento atravessou 103 países e levou a um alto nível de participação das massas, bem como o apoio de líderes mundiais.
O desenvolvimento do modelo Bal Mitra Gram (Aldeias Amigáveis para Crianças) em 2001 também é um exemplo para a abordagem inovadora da BBA. A implementação desse modelo em aldeias leva à prevenção e eliminação do trabalho infantil a longo prazo através de mecanismos como a criação de uma assembleia eleita de crianças vinculadas ao conselho da comunidade, a matrícula de todas as crianças na escola e outras ações comunitárias.
Outra ação notória, Mukti Caravan, lançada em 2006, é uma campanha itinerante feita por ex-trabalhadores infantis, treinados em arte popular e teatro de rua. Desde que a BBA enviou a primeira caravana, os ativistas visitaram muitas aldeias, desenvolvendo assim uma melhor compreensão da necessidade de educação e das terríveis consequências causadas pelo trabalho infantil.
Os esforços contínuos da BBA desencadearam a adoção de leis de antitráfico infantil. Importantes marcos foram a ratificação do Ato de promulgação do trabalho infantil de 1986 pelo Parlamento da Índia e a Convenção 182 da Organização Internacional do Trabalho de 1999 sobre a eliminação das piores formas de trabalho infantil. O último foi adotado na sequência da Marcha Global contra o Trabalho Infantil, que culminou em Genebra e desempenhou um papel importante por meio de seus membros e parceiros na adoção da convenção.

## Litígios de interesse público[4]
A BBA trabalha em mudanças políticas e legislativas através da implementação efetiva do processo legal, junto ao Supremo Tribunal da Índia e vários tribunais superiores, para fazer e aplicar políticas a favor dos direitos das crianças. Isso inclui uma série de julgamentos e pedidos como defender a validade constitucional do direito à educação, proibição de emprego de crianças em circos e recuperação de multas e fechamento de estabelecimentos que empregam trabalhadores infantis.